# 米贝苗族乡
米贝苗族乡是中华人民共和国湖南省怀化市新晃侗族自治县下辖的一个乡镇级行政单位。

## 行政区划
米贝苗族乡下辖以下地区：
烂泥村、茶坪村、竹坡村、赵家溪村、富家冲村、石羊洞村、米贝村、潭洞村、大塘村、练溪村、黄连村、阿界村、同良山村、歇场坡村、碧李桥村和左溪村。

## 历史
1955年以前，它属于芷江侗族自治县。1956年12月，米贝乡设立，属新晃侗族自治县。1958年9月，“米贝人民公社”建立。1984年6月，米贝苗族乡设立。2015年10月，碧朗乡的比足、古堆、碧朗、团结、赶溪、阿觅、化溪、兴隆等村并入米贝苗族乡。

## 地理
米贝苗族乡坐落在新晃侗族自治县东南，北面是步头降苗族乡，西面是中寨镇，东面是芷江侗族自治县，南面是贵州省天柱县。
最高峰是张家界，海拔1028米，最低点是滑板溪，海拔314米。
清水江的支流中和溪流经米贝苗族乡。

## 经济
米贝苗族乡的经济主要是农业和地方工业，木材加工是收入来源之一。米贝苗族乡的鱼类资源丰富，主要有：鲶鱼、䲗鱼、大鲵（娃娃鱼）。当地的植物资源主要有：天麻、杜仲、百合、板栗、酸梅、柑橘、孟宗竹（毛竹）。矿产资源有木炭。

## 交通
有县级公路连接中寨镇和芷江侗族自治县。